# Paris La Défense Arena
Paris La Défense Arena (U Arena hasta el 12 de junio de 2018) es un Estadio cubierto con sala modulable y polivalente situada en Nanterre, cerca del Arco de la Défense, al norte de París, inaugurada el 16 de octubre de 2017 con un concierto de The Rolling Stones y que sirve, desde diciembre de 2017, de sede y residencia del equipo de rugby del Top 14 francés Racing 92.
Con una capacidad máxima de 40 000 espectadores, el U Arena es una de las salas polivalentes más grande de Europa.
Durante los Juegos Olímpicos de París 2024 alberga las pruebas de natación, así como la fase final de waterpolo.Para ello, se instaló una piscina de 50 metros junto con una grada modular instalada en el centro del estadio, dividiéndolo y reduciendo su capacidad a 15.000 espectadores. También albergará los eventos de natación durante los Juegos Paralímpicos.